# シュミット・アンド・ベンダー
シュミット・アンド・ベンダー（英語：Schmidt and Bender）は、ドイツのスコープ製造メーカー。シュミッター・アンド・ベントなどとも呼ばれる。略称S&B。
アメリカ海兵隊のM40A3スナイパーライフル用のスコープとして採用されていたウナートルに変わるスコープとして同社のモデルが選ばれ、一躍有名になった。
しかしそれ以前からターゲットシューターの間では知られた存在で、最高級のスコープとして高く評価されていた。
中でもPM(ポリス・マークスマン)シリーズは人気が高く、高額であるにもかかわらず使用するユーザーは多い。
今までアメリカ海兵隊で使用されてきたウナートルのメーカー希望小売価格が2500ドルに対しPMシリーズで人気のPM LP 2は3500ドルと破格である。
ウナートルの時点でかなり高額であることを考えると貧乏人には縁のないスコープと言うことになる。
しかし値段は高いが性能は一流で世界でもトップクラスの性能を誇る。
解像度や明るさもそうだが倍率に合わせてレティクルのサイズが変わる(ファースト・フォーカルと呼ばれる)のでミルドットなどのレティクルを使用している場合、全ての倍率でレイジングに活用できるというメリットがある。
デメリットとして低倍率で使用した場合レティクルが細かすぎて使えないとの声も多い。
ヨーロッパでは比較的ファースト・フォーカルが多く使用されているがアメリカではあまり好まれなかった。
アメリカでは倍率とは関係なくレティクルのサイズが一定なセコンド・フォーカルが一般的だったがLEUPOLDもファースト・フォーカルのモデルをラインナップに加えている。
またPM2は34mmチューブを採用し1インチよりもスコープの調整範囲を多く取れた30mmを超える調整量を誇る。
ただしライフルに取り付ける為のマウントリングが34mmのモデルとなると少ないのが欠点とされる。
ヨーロッパのガンショーでは各社がこぞって自社のスナイパーライフルにシュミット・アンド・ベンダー製のスコープを搭載する。
中にはツァイスもいるだろうが現在ヨーロッパでは最も人気のあるスコープである。
L96A1やAWで有名なアキュラシー・インターナショナルのスコープもシュミット・アンド・ベンダーのOEMである。
余談だがアメリカのガンショーでは依然としてLEUPOLDが人気だがこれは法執行機関やミリタリーが好んでいるせいもあるのでNightForceやU.S.OPTICSも当然存在する。